# چادون
چادون (به فرانسوی: Chaudun) یک کمون (فرانسه) در فرانسه است که در ان (ا-دو-فرانس) واقع شده‌است. چادون ۸٫۵۲ کیلومتر مربع مساحت دارد ۱۵۲ متر بالاتر از سطح دریا واقع شده‌است.